# 文帝 (南朝宋)
文帝（ぶんてい）は、南朝宋の第3代皇帝。姓は劉、諱は義隆。小字は車児。皇帝を廃されて殺された少帝（劉義符）の弟にあたる。

## 経歴
義熙3年（407年）、劉裕の三男として京口で生まれた。生母は胡道安。
義熙6年（410年）、盧循が建康を脅かした際に劉粋の補佐を受け京口に鎮守した。義熙11年（415年）、蜀を平定した父の論功行賞に伴い彭城県公となり、永初元年（420年）には劉裕が南朝宋の武帝として即位すると、宜都王に封じられた。元嘉元年（424年）、兄の劉義符が不行跡を理由に廃されて殺されると、代わって即位することとなった。
即位後は、兄を廃して殺した罪で徐羨之らの重臣を次々と粛清した。その一方で貴族を重用し、学問を奨励して国子学を復興する。このような経緯から、文帝の治世において学問・仏教などの文化が盛んになり、范曄が『後漢書』を完成させたりと、南朝宋は全盛期を迎えることになった。このため、文帝の治世は「元嘉の治」と呼ばれている。
対外政策においては、名将の檀道済を用いて北魏としばしば争ったが、元嘉8年（431年）に和睦を結ぶことで、一時的な平和を迎えることとなった。しかし北魏が華北を平定して国内を固め、文帝が檀道済を讒言により誅殺してしまうと、元嘉27年（450年）に和睦は破棄されて、南朝宋は北魏の侵攻を受けることとなる。一時的に撃退したものの、北魏軍の勢いは凄まじく、遂には長江北岸の瓜歩山（現在の江蘇省南京市六合区）にまで侵攻されてしまう。このため、南朝宋は大いに乱れることとなった。
元嘉30年（453年）、文帝は長男である皇太子の劉劭が巫蠱を行ったため、廃嫡を考えたが実行するのに躊躇した。徐湛之と相談していたが、その内容が漏れて同年2月に決起した劉劭によって殺害された。

## 日本との関係
義熙9年（413年）から昇明2年（478年）まで倭の五王らは、東晋と南朝宋に朝貢し、朝鮮半島での倭国の軍事行動権や経済的利益の国際的承認を求めた。

## 妻子
- 正室：袁斉嬀（文元皇后）
  - 長男：劉劭（休遠）
  - 長女：東陽献公主 劉英娥 - 王僧綽に嫁いだ。
- 側室：淑媛 路恵男（孝武昭太后） 
  - 三男：孝武帝 劉駿（休龍）- 第4代皇帝
- 側室：婕妤 沈容姫（贈明宣太后）
  - 十一男：明帝 劉彧（休炳）- 第6代皇帝
- 側室：潘淑妃（贈長寧園夫人）
  - 次男：始興王 劉濬（休明）
- 側室：呉淑儀
  - 四男：南平穆王 劉鑠（休玄）
- 側室：高修儀
  - 五男：廬陵昭王 劉紹（休胤）
- 側室：江修儀
  - 十男：武昌王 劉渾（休淵）
- 側室：殷修華
  - 六男：竟陵王 劉誕（休文）
- 側室：陳修容
  - 八男：東海王 劉禕（休秀）
- 側室：曹婕妤
  - 七男：建平宣簡王 劉宏（休度）
- 側室：謝容華 
  - 九男：義陽王 劉昶（休道）- 北魏の宋明王
- 側室：楊修儀
  - 十二男：建安王 劉休仁
- 側室：邢美人
  - 十三男：晋平剌王 劉休祐
- 側室：蔡美人
  - 十四男：海陵王 劉休茂
- 側室：董美人
  - 十五男：鄱陽哀王 劉休業
- 側室：顔美人
  - 十六男：臨慶沖王 劉休倩
- 側室：陳美人
  - 十七男：新野懐王 劉夷父
- 側室：荀美人
  - 十八男：桂陽王 劉休範
- 側室：羅美人
  - 十九男：巴陵哀王 劉休若
- 側室：蔣美人
  - 次女：海塩公主 - 趙伯符の子の趙倩に嫁いだ。
- 生母不詳の子女
  - 五女：長城公主 - 謝述の子の謝緯に嫁いだ。子は謝朓
  - 六女：臨川長公主 劉英媛 - 王偃の子の王藻に嫁いだ。
  - 九女：淮陽長公主 - 江恁に嫁いだ。子は江斅
  - 十女：新蔡公主 劉英媚 - 何瑀の子の何邁に嫁いだが、前廃帝（甥にあたる）の後宮に入れられて貴嬪に立てられ、謝氏を称した。
  - 十五女：南陽公主 - 徐湛之の子の徐恒之に嫁いだ。
  - 十六女：南郡献公主 - 褚湛之の子の褚淵に嫁いだ。
  - 皇女：琅邪貞長公主 - 褚曖（褚裕之の子の褚寂之の子）に嫁いだ。
  - 皇女：尋陽公主 - 郗燁に嫁いだ。娘の郗徽は南朝梁の武帝の妻になった。
  - 皇女：廬江公主 - 褚湛之の子の褚澄に嫁いだ。 娘の褚令璩は南朝斉の東昏侯の妻になった。

## 伝記資料
- 『宋書』巻5 本紀第5 太祖文皇帝
- 『南史』巻2 宋本紀中第2 文皇帝